# شهرستان راسل (کانزاس)
شهرستان راسل، کانزاس (به انگلیسی: Russell County, Kansas) شهرستانی در ایالات متحده آمریکا است که در کانزاس واقع شده‌است.